# Vekerdi László
Vekerdi László (Hódmezővásárhely, 1924. július 21. – Budapest, 2009. december 27.) Széchenyi-díjas magyar irodalom-, tudomány- és művelődéstörténész, könyvtáros, közíró, polihisztor.

## Élete
1951-ben orvosi diplomát szerzett Debrecenben. 1955-ben belgyógyász szakorvosi képesítést szerzett. 1955-től Kellner Béla professzor meghívására a budapesti Onkopatológiai Kutatóintézetben, majd 1963-tól a budapesti Matematikai Kutatóintézetben Rényi Alfréd mellett dolgozott. 1970-től a Magyar Tudományos Akadémiai Könyvtárának munkatársa lett, ahol szinte haláláig dolgozott. 
Tagja volt a Természet Világa szerkesztőbizottságának. Társszerkesztője volt az Akadémiai Könyvtár Közleményei könyvsorozatnak. Éveken át szerkesztésében jelent meg a Magvető Kiadó "Gyorsuló idő" könyvsorozata. Több értékes tudományos kézikönyv az ő fordításában jelent meg, emellett számos szakkönyv lektora volt, utóbbiak között említendő Simonyi Károly A fizika kultúrtörténete a kezdetektől a huszadik század végéig c. több kiadást is megélt műve.
Sokoldalúságát jelzi, hogy munkái (nem a teljesség igényével) a következő tudományterületekhez köthetők: orvostudomány (és története), matematikatörténet, fizikatörténet, kémiatörténet, csillagászattörténet, biológiatörténet, genetikatörténet, ökológia, informatika, általános nyelvészet, irodalomtörténet, történettudomány, kapcsolattörténet, művelődéstörténet, művészettörténet, általános tudománytörténet, tudományfilozófia, filozófiatörténet, vallástörténet, fotótörténet, lexikonok története, könyvkiadás-története, néprajz, régészet, helytörténet, várostörténet, építészettörténet, technikatörténet, földrajz, könyvtártörténet, olvasástörténet, statisztika.

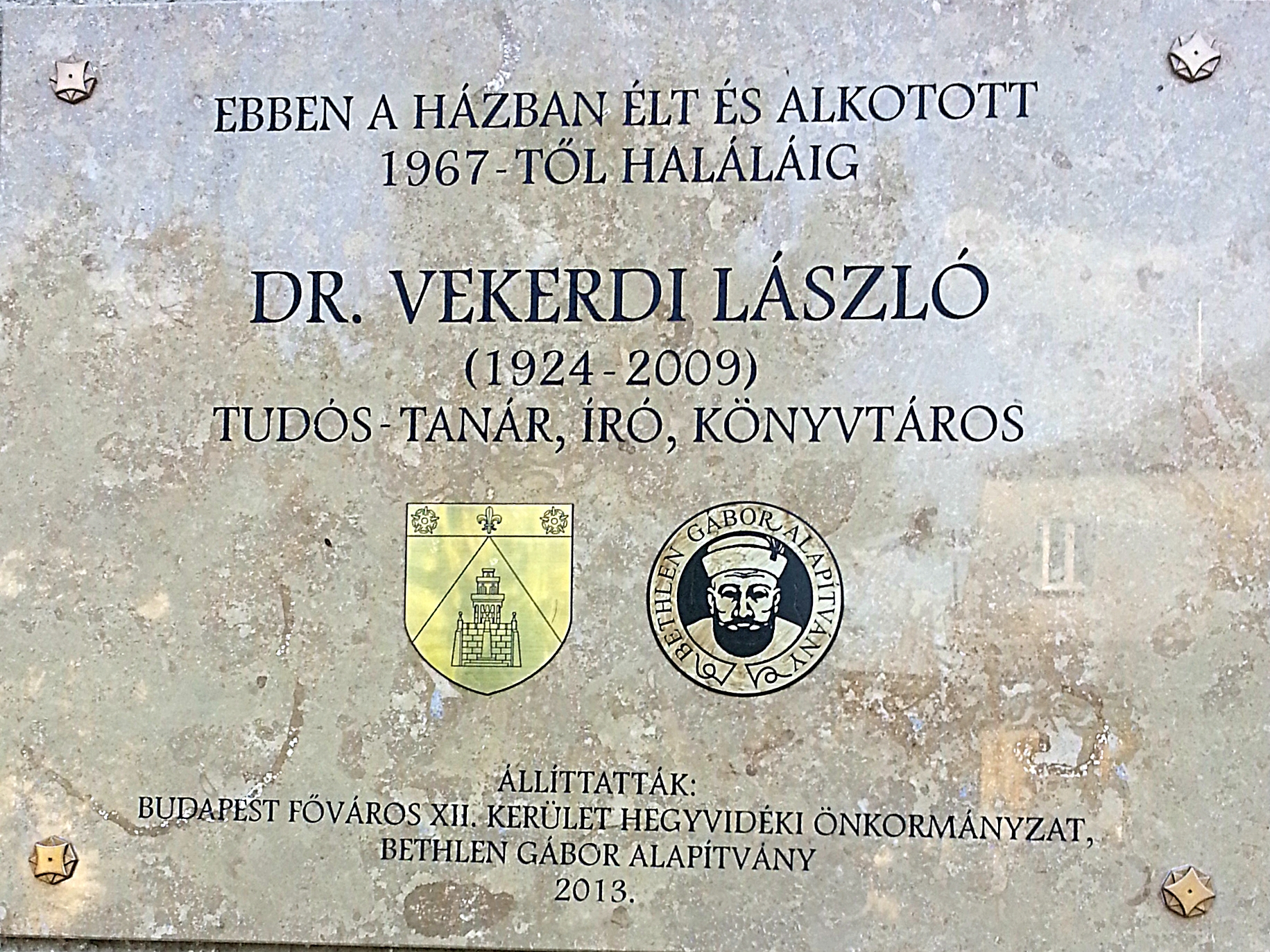
Emléktáblája, Határőr út 27.

Mintegy félezer kisebb-nagyobb tudományos és ismeretterjesztő dolgozata és recenziója jelent meg, elsősorban a Valóság, a Tiszatáj, a Forrás, az Új Forrás, a Magyar Tudomány, Az MTA III. Osztályának Közleményei, a Tudományszervezési Tájékoztató és a Természet Világa hasábjain. Különösen értékesek Bolyai Farkasról és Bolyai Jánosról, valamint Németh Lászlóról, Fülep Lajosról és az erdélyi magyar tudósokról közölt írásai, könyvei. Komoly kritikai jegyzetapparátus kíséretében adta közre az Akadémia reáltudományi kutatásainak történetéről szóló munkáját. A Magyar Rádió Véges végtelen című évekig futó több mint 200 adást elérő sorozatának előadója.
Művei közül a legjelentősebb az Így él Galilei (1997). Matematika, csillagászati és más tudományos képzettség nélkül is jól olvasható, tudományos alapmű, melynek hatalmas jegyzet-apparátusa önállóan, kiegészítő szövegeivel akár önálló műként is megállja a helyét.
Vekerdi László a nyolcvanas évekig a kulturális-tudományos közélet „tűrt” kategóriájába tartozott, tudásának megfelelő állásba sohasem került. Bár szakmai elismertsége nagyon nagy volt, az utókor még nem helyezte az őt megillető helyre: tudománytörténeti jelentőségű Galilei-könyve kis példányszámban jelent meg, kibővített, újabb kiadása elmaradt, idegen nyelvre fordítását semmilyen intézmény nem szorgalmazta. Szövege bekerült a Magyar Elektronikus Könyvtárba.
A kutatásait összegző kézikönyvek közül több már csak posztumusz kiadásban jelent meg.
Mellőzöttségének fő okát Bakos István, egyik munkatársa, akivel sokáig együtt dolgoztak az MTA Tudományszervezési Csoportjánál, a Kutatómunkások c. közös, betiltott tudományszociográfiában jelölte meg, amelyben igen kritikus jelentést készítettek a pártállam vége korabeli magyar felsőoktatás és tudományos élet helyzetéről, és a gondok fő okaként a szovjet minta szolgai követését jelölték meg. Bakos visszaemlékezése szerint „közös munkánk során másfél év alatt mintegy félszáz kutatóhelyen jártunk az országban ... mintegy ezer kutatóval konzultálva készítettük el a magyar tudomány látleletét, tehetségeit tékozló rendszerét. ... Szociográfiánkat 800 oldalas kézirat formájában 1972 őszén adtuk át a Szépirodalmi Kiadónak. Vekerdi – aki a »szerettem az igazságot, gyűlöltem a hazugságot« igézetében élt és alkotott, Ortutay Gyula indulatos lektori-cenzori jelentését nem akceptálta. Szociográfiánk hűen közvetítette a kutatók véleményét. Az MTA korifeusainak és a pártállami tudománypolitika irányítóinak megtorlása lett a tiszteletdíjunk. A »Kutatómunkások« című könyvünk megjelenését a pártállam betiltotta ... Ő a Matematikai Kutatóintézetből az MTA könyvtár szerzeményezési osztályára került. Én a Termelőszövetkezetek Országos Tanácsának lettem a kulturális tanácsnoka. Átmenetileg visszatértem eredeti szakmámhoz és a magyar agrártársadalomhoz.”

## Díjai
- Szabó Ervin-emlékérem (1984)
- József Attila-díj (1992)
- Szent-Györgyi Albert-díj (1992)
- Soros életműdíj (1993)
- Tiszatáj-díj (1993)
- Év Könyve (1998)
- Soros Alapítvány alkotói díja (1999)
- Széchenyi-díj (2001)
- Az év ismeretterjesztő tudósa (2003)
- Magyar Örökség díj (2004)
- Teleki Pál Érdemérem (2008)

## Főbb művei
- Kalandozás a tudományok történetében. Művelődéstörténeti tanulmányok (1969)
- Németh László alkotásai és vallomásai tükrében (1970)
- Befejezetlen jelen. Tudománytörténeti tanulmányok (1971)
- A matematikai absztrakció történetéből (Bukarest, 1972)
- Így élt Newton (1977)
- Európa születése. Európa a IV-XIII. században (Varga Domokossal, 1977)(2. kiad. 1980)
- Isaac Newton (Bratislava, 1981)
- Vígh Tamás (1983)
- A véges végtelen [Hangfelvétel] : technika- és tudománytörténeti sorozat (Kópiatár : Diákkönyvtár hangszalagon)(1984)
- A világ kereke. Az ember útja az őskortól az újkorig (Varga Domokossal, 1985)
- Tudás és tudomány (1994)
- "A Tudománynak háza vagyon" : reáliák a régi Akadémia terveiben és működésében (1996) -- http://mek.oszk.hu/05400/05455/pdf/%5B%5D
- A véges végtelen (Herczeg Jánossal, 1996)
- A sorskérdések árnyékában – Kalandozások Németh László világában (1997)
- Így él Galilei (Typotex, 1997) -- http://mek.oszk.hu/05000/05031/index.phtml
- A közértelmesség kapillárisai (2001)
- Fülep Lajos levelezése (2009)
- Magyarországi és erdélyi pestisjárványok a XVIII. században. Járványtörténeti bibliográfiai függelékkel (2009)
- Németh László: Négy könyv; vál., szerk. Németh Judit, sajtó alá rend. Vekerdi László; Németh Judit, Bp., 2009
- Az újkori matematika és fizika megszületése (2010) -- https://web.archive.org/web/20140514091326/http://vekerdi.tudomanytortenet.hu/ Archiválva 2020. március 17-i dátummal a Wayback Machine-ben
- Herczeg János (szerk.): Csillagórák Vekerdi Lászlóval (2011)
- Magyar világ – tudós világ. Tudománytörténészek és művelődéstörténészek gyűrűjében (2011)
- A magyar művelődéstörténet országútján (szerk.: Gazda István) -- http://real.mtak.hu/36815/
- Vekerdi László matematikatörténeti írásaiból (szerk.: Szabó Péter Gábor) -- http://real.mtak.hu/21008/

## Külső hivatkozások
- MTA Elhunyt Vekerdi László
- Belső világegyetemünk – részlet a Csillagórák Vekerdi Lászlóval c. könyvből